# Anderson Zapata
Anderson Zapata (Medellín,  Colombia, 3 de diciembre de 1984) es un exfutbolista colombiano. Jugaba como volante de marca o defensa central. Se retiró a causa de una Trombosis.

## Trayectoria

### Inicios
Se mudó con su familia muy joven de su natal Medellín hacia Cali en busca de un mejor futuro; en la ciudad azucarera trabajó como ayudante en un campo de golf. Allí conoce gente que lo convence para probarse en la reconocida escuela Boca Juniors de Cali donde comenzaría a dar sus primeros pasos como futbolista. En su estadía en la escuela Xeneize hace una gran amistad con Freddy Montero.

### Medellín
Debuta con el Poderoso de la Montaña. A pesar de jugar poco, se corona campeón con escasos 6 meses como futbolista profesional.

### Deportivo Rionegro
En la Segunda División se consagró su carrera deportiva coronándose campeón del apertura 2008. En la final del año no pudieron ascender. Disputó 96 partidos del torneo anotando 8 goles y en la Copa Colombia disputaría 4 partidos anotando 1 gol.

### Bucaramanga e Itagui
Luego de jugar con el equipo leopardo llega al Itagüi Ditaires (actual Rionegro Águilas) allí se convierte en titular indiscutible vuele a salir campeón disputando la mayoría de partidos en su primera estadía allí además anotando muchos goles.

### Millonarios
Llega para reforzar al recién campeón de la Liga por pedido del DT Hernan Torres y el AT Darío "El Chusco" Sierra, quienes lo habían dirigido en el Itagüí. Con el cuadro embajador jugó 38 partidos dejando una buena imagen. Al no hacer uso de la opción de compra, tiene que regresar al Itagüí.

### Patriotas Boyacá
Para 2016 llega al cuadro boyacense.

## Clubes
| Club                   | País     | Año         |
| ---------------------- | -------- | ----------- |
| Independiente Medellín | Colombia | 2004 - 2005 |
| Deportivo Rionegro     | Colombia | 2006 - 2008 |
| Atlético Bucaramanga   | Colombia | 2009        |
| Águilas Doradas        | Colombia | 2009 - 2012 |
| Millonarios            | Colombia | 2013        |
| Águilas Doradas        | Colombia | 2014 - 2015 |
| Patriotas Boyacá       | Colombia | 2016        |
| América de Cali        | Colombia | 2017 - 2018 |

## Estadísticas
| Club                              | Div.          | Temporada     | Liga* | Liga* | Copas nacionales(1) | Copas nacionales(1) | Torneos internacionales(2) | Torneos internacionales(2) | Total | Total |
| Club                              | Div.          | Temporada     | Part. | Goles | Part.               | Goles               | Part.                      | Goles                      | Part. | Goles |
| --------------------------------- | ------------- | ------------- | ----- | ----- | ------------------- | ------------------- | -------------------------- | -------------------------- | ----- | ----- |
| Independiente Medellín · Colombia | 1ª            | 2004-05       | 7     | 0     | —                   | —                   | —                          | —                          | 7     | 0     |
| Independiente Medellín · Colombia | Total club    | Total club    | 7     | 0     | 0                   | 0                   | 0                          | 0                          | 7     | 0     |
| Deportivo Rionegro · Colombia     | 2ª            | 2006-08       | 96    | 7     | 4                   | 0                   | —                          | —                          | 100   | 7     |
| Deportivo Rionegro · Colombia     | Total club    | Total club    | 96    | 7     | 4                   | 0                   | 0                          | 0                          | 100   | 7     |
| Atlético Bucaramanga · Colombia   | 2ª            | A-2009        | 22    | 1     | —                   | —                   | —                          | —                          | 22    | 1     |
| Atlético Bucaramanga · Colombia   | Total club    | Total club    | 22    | 1     | 0                   | 0                   | 0                          | 0                          | 22    | 1     |
| Águilas Doradas · Colombia        | 2ª            | F-2009        | 7     | 7     | —                   | —                   | —                          | —                          | 7     | 7     |
| Águilas Doradas · Colombia        | 2ª            | 2010          | 44    | 1     | —                   | —                   | —                          | —                          | 44    | 1     |
| Águilas Doradas · Colombia        | 1ª            | 2011          | 24    | 0     | 8                   | 0                   | —                          | —                          | 32    | 0     |
| Águilas Doradas · Colombia        | 1ª            | 2012          | 39    | 2     | 3                   | 0                   | —                          | —                          | 42    | 2     |
| Águilas Doradas · Colombia        | 1ª            | 2014          | 18    | 1     | 9                   | 1                   | —                          | —                          | 27    | 2     |
| Águilas Doradas · Colombia        | 1ª            | 2015          | 17    | 0     | —                   | —                   | —                          | —                          | 17    | 0     |
| Águilas Doradas · Colombia        | Total club    | Total club    | 149   | 11    | 20                  | 1                   | 0                          | 0                          | 179   | 12    |
| Millonarios · Colombia            | 1ª            | 2013          | 24    | 0     | 14                  | 0                   | —                          | —                          | 38    | 0     |
| Millonarios · Colombia            | Total club    | Total club    | 24    | 0     | 14                  | 0                   | 0                          | 0                          | 38    | 0     |
| Patriotas Boyacá · Colombia       | 1ª            | 2016          | 42    | 0     | 4                   | 0                   | —                          | —                          | 46    | 0     |
| Patriotas Boyacá · Colombia       | Total club    | Total club    | 42    | 0     | 4                   | 0                   | 0                          | 0                          | 46    | 0     |
| América de Cali · Colombia        | 1ª            | 2017          | 21    | 0     | —                   | —                   | —                          | —                          | 21    | 0     |
| América de Cali · Colombia        | 1ª            | 2018          | 16    | 0     | 8                   | 0                   | 2                          | 0                          | 26    | 0     |
| América de Cali · Colombia        | Total club    | Total club    | 37    | 0     | 8                   | 0                   | 2                          | 0                          | 47    | 0     |
| Total carrera                     | Total carrera | Total carrera | 377   | 19    | 46                  | 1                   | 2                          | 0                          | 425   | 20    |

## Palmarés

### Campeonatos nacionales
| Título          | Club                   | País     | Año  |
| --------------- | ---------------------- | -------- | ---- |
| Torneo Apertura | Independiente Medellín | Colombia | 2004 |
| Primera B       | Itagüí Ditaires        | Colombia | 2010 |